# فرودگاه نیژنئودینسک
 فرودگاه نیژنئودینسک (به انگلیسی: Nizhneudinsk Airport) (به زبان بومی: Аэропорт «Нижнеудинск») یک فرودگاه همگانی مسافربری است . این فرودگاه در شهر نیژنئودینسک کشور روسیه قرار دارد و در ارتفاع ۴۰۸ متری از سطح دریا واقع شده است.